# Serie A2 1986-1987 (pallavolo maschile)
La Serie A2 maschile FIPAV 1986-87 fu la 10ª edizione della manifestazione organizzata dalla FIPAV.

## Regolamento
Le 24 squadre partecipanti, divise con criteri geografici in due gironi, disputarono un girone unico con partite di andata e ritorno. Al termine della regular season le vincitrici di ciascun girone furono promosse in Serie A1, mentre le squadre seconde e terze classificate andarono a giocarsi la promozione contro la 9ª e la 10ª di A1. Le squadre none e decime classificate andarono a disputare spareggi con squadre di Serie B, mentre le ultime 3 retrocessero direttamente in B.

## Avvenimenti
Il campionato ebbe inizio l'11 ottobre e si concluse il 14 marzo con le promozioni dirette di Eurosiba Montichiari e Juculano Agrigento. Burro Virgilio Mantova, Cerman Santa Croce, Eudecor Salerno e Gabbiano Virgilio andarono a disputare gli spareggi contro Cremona e Fontanafredda: a occupare gli ultimi due posti disponibili in A1 furono i friulani e la Burro Virgilio Mantova. Aurora Siracusa, Chemio Udine e Jonicagrumi Reggio Calabria retrocessero dopo gli spareggi con le squadre di B.

## Le squadre partecipanti
Le squadre partecipanti furono 24. Per il ripescaggio di Belluno in Serie A-1, le uniche squadre provenienti dalla Serie A1 furono Cerman Santa Croce, Di.Po. Vimercate e Interedile Chieti. Diamond Byte Cervia, Eurosiba Montichiari, Gabbiano Virgilio, CUS Roma, Juculano Agrigento, Upa Brescia e Vis Calimera erano le neopromosse dalla B. Alle rinunce di Avellino, Padova, Pescara e, in A1, di Ugento, sopperirono i ripescaggi dell'Aurora Siracusa della Coverino Pineto, della Marconi Tours Bologna e della Roffredana Sparanise.

### Girone A
| Squadra                | Stagioni in Serie A2 | Allenatore         | Campo di gioco                                     |
| ---------------------- | -------------------- | ------------------ | -------------------------------------------------- |
| Burro Virgilio Mantova | 5                    | Gianfranco Astolfi | PalaTe di Mantova                                  |
| Chemio Udine           | 4                    | Adriano Pavlica    | PalaBenedetti di Udine                             |
| Di.Po. Vimercate       | 4                    | Lech Lasko         | Centro Scolastico Omnicomprensivo di Vimercate, MI |
| Diamond Byte Cervia    | 1                    | Ubaldo Carmè       | Palasport di Cervia, RA                            |
| Eurosiba Montichiari   | 1                    | Giorgio Barbieri   | PalaGeorge di Montichiari, BS                      |
| Gabbiano Virgilio      | 1                    | Daniele Bagnoli    | Palasport di Virgilio, MN                          |
| Granarolo Ferrara      | 7                    | Tomasz Wójtowicz   | Palasport di Ferrara                               |
| Marconi Tours Bologna  | 1                    | Andrea Nannini     | PalaDozza di Bologna                               |
| Pallavolo Ravenna      | 4                    | Daniele Ricci      | PalaCosta di Ravenna                               |
| Sav Bergamo            | 4                    | Luigi Zizioli      | Palasport di Bergamo                               |
| Upa Brescia            | 1                    | Gianni Comati      | Palasport San Filippo di Brescia                   |
| Valeo Mondovì          | 3                    | Mario Sasso        | Palasport di Mondovì, CN                           |

### Girone B
| Squadra                       | Stagioni in Serie A2 | Allenatore                | Campo di gioco                           |
| ----------------------------- | -------------------- | ------------------------- | ---------------------------------------- |
| Aurora Siracusa               | 2                    | Dragutin Suker            | PalaSiracusa di Siracusa                 |
| Cerman Santa Croce            | 6                    | Glauco D'Oriano           | PalaParenti di Santa Croce sull'Arno, PI |
| Coverino Pineto               | 1                    | Wieslaw Gawlowski         | Palestra Comunale di Pineto, TE          |
| Eudecor Salerno               | 4                    | Carlos Wagenpfell         | PalaTulimeri di Salerno                  |
| Il Fisco Roma                 | 1                    | Lino Mangionami           | Palazzetto dello Sport di Roma           |
| Impavida Ortona               | 3                    | Francesco De Angelis      | Palasport di Ortona, CH                  |
| Interedile Chieti             | 2                    | Giampiero Leombroni       | PalaTricalle di Chieti                   |
| Jonicagrumi Reggio Calabria   | 3                    | Simone Pratticò           | PalaBotteghelle di Reggio Calabria       |
| Juculano Agrigento            | 1                    | Valentino Benedetto Renda | PalaNicosia di Agrigento                 |
| Roffredana Sparanise          | 1                    | Ivan Kantchev             | PalaSparanise di Sparanise, CE           |
| Valli Zabban Sesto Fiorentino | 5                    | Erasmo Salemme            | Palasport di Sesto Fiorentino, FI        |
| Vis Calimera                  | 1                    | Andrej Galabinov          | Palestra Comunale di Calimera, LE        |

## Classifiche

### Girone A
| Pos. | Squadra                | Pt | G  | V  | P  | SV | SP |
| ---- | ---------------------- | -- | -- | -- | -- | -- | -- |
| 1.   | Eurosiba Montichiari   | 40 | 22 | 20 | 2  |    |    |
| 2.   | Burro Virgilio Mantova | 32 | 22 | 16 | 6  |    |    |
| 3.   | Gabbiano Virgilio      | 28 | 22 | 14 | 8  |    |    |
| 4.   | Upa Brescia            | 26 | 22 | 13 | 9  |    |    |
| 5.   | Sav Bergamo            | 24 | 22 | 12 | 10 |    |    |
| 6.   | Granarolo Ferrara      | 24 | 22 | 12 | 10 |    |    |
| 7.   | Pallavolo Ravenna      | 22 | 22 | 11 | 11 |    |    |
| 8.   | Risveglio 2000 Cervia  | 20 | 22 | 10 | 12 |    |    |
| 9.   | Marconi Tours Bologna  | 18 | 22 | 9  | 13 |    |    |
| 10.  | Ado Udine              | 14 | 22 | 7  | 15 |    |    |
| 11.  | Valeo Mondovì          | 8  | 22 | 4  | 18 |    |    |
| 12.  | Di.Po. Vimercate       | 8  | 22 | 4  | 18 |    |    |

### Girone B
| Pos. | Squadra                       | Pt | G  | V  | P  | SV | SP |
| ---- | ----------------------------- | -- | -- | -- | -- | -- | -- |
| 1.   | Juculano Agrigento            | 38 | 22 | 19 | 3  |    |    |
| 2.   | Cerman Santa Croce            | 34 | 22 | 17 | 5  |    |    |
| 3.   | Eudecor Salerno               | 32 | 22 | 16 | 6  |    |    |
| 4.   | Impavida Ortona               | 30 | 22 | 15 | 7  |    |    |
| 5.   | Vis Calimera                  | 30 | 22 | 15 | 7  |    |    |
| 6.   | Interedile Chieti             | 24 | 22 | 12 | 10 |    |    |
| 7.   | Il Fisco Roma                 | 20 | 22 | 10 | 12 |    |    |
| 8.   | Valli Zabban Sesto Fiorentino | 18 | 22 | 9  | 13 |    |    |
| 9.   | Jonicagrumi Reggio Calabria   | 16 | 22 | 8  | 14 |    |    |
| 10.  | Aurora Siracusa               | 14 | 22 | 7  | 15 |    |    |
| 11.  | Roffredana Sparanise          | 8  | 22 | 4  | 18 |    |    |
| 12.  | Coverino Pineto               | 0  | 22 | 0  | 22 |    |    |

| Promosse in Serie A1 e ammesse ai play-off scudetto | Promossa dopo play-off | Retrocesse dopo play-out | Retrocesse in Serie B |